# Viterne
Viterne ist eine französische Gemeinde mit 740 Einwohnern (Stand: 1. Januar 2022) im Département Meurthe-et-Moselle in der Region Grand Est. Sie gehört zum Arrondissement Nancy und zum Kanton Meine au Saintois. Die Einwohner werden Viternois genannt.

## Geografie
Viterne im Norden der Landschaft Saintois liegt etwa 16 Kilometer südwestlich von Nancy.
Umgeben wird Viterne von den Nachbargemeinden Sexey-aux-Forges im Norden, Maizières im Norden und Osten, Marthemont im Osten und Südosten, Germiny im Süden, Thuilley-aux-Groseilles im Westen sowie Ochey im Westen und Nordwesten.

## Bevölkerungsentwicklung
| Jahr                       | 1962 | 1968 | 1975 | 1982 | 1990 | 1999 | 2006 | 2019 |
| Einwohner                  | 658  | 629  | 605  | 620  | 634  | 661  | 700  | 741  |
| Quellen: Cassini und INSEE |      |      |      |      |      |      |      |      |

## Sehenswürdigkeiten
- Kirche Tous-les-Saints aus dem Jahr 1774
- Kapelle Notre-Dame-de-la-Paix

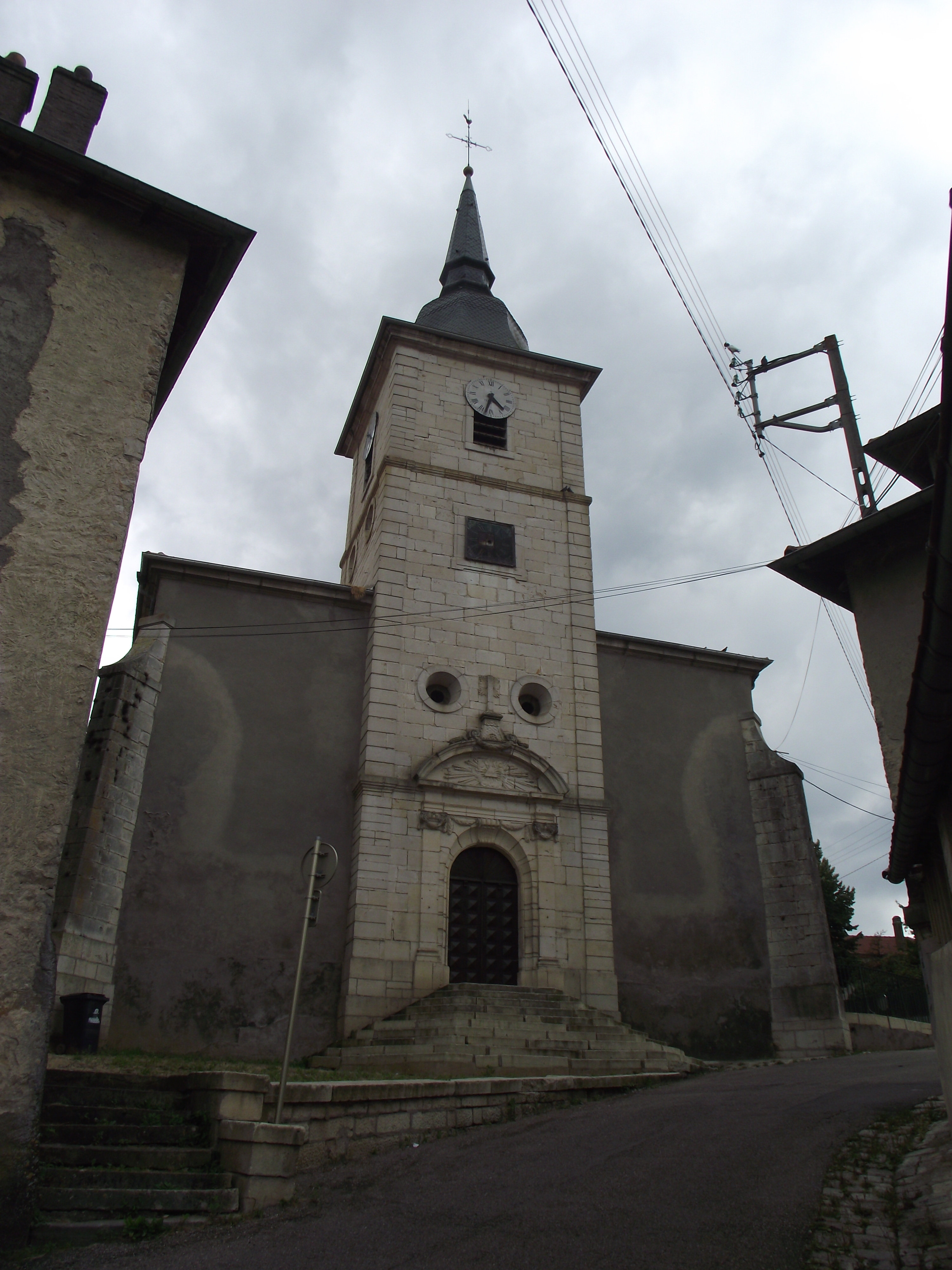
Kirche Tous-les-Saints
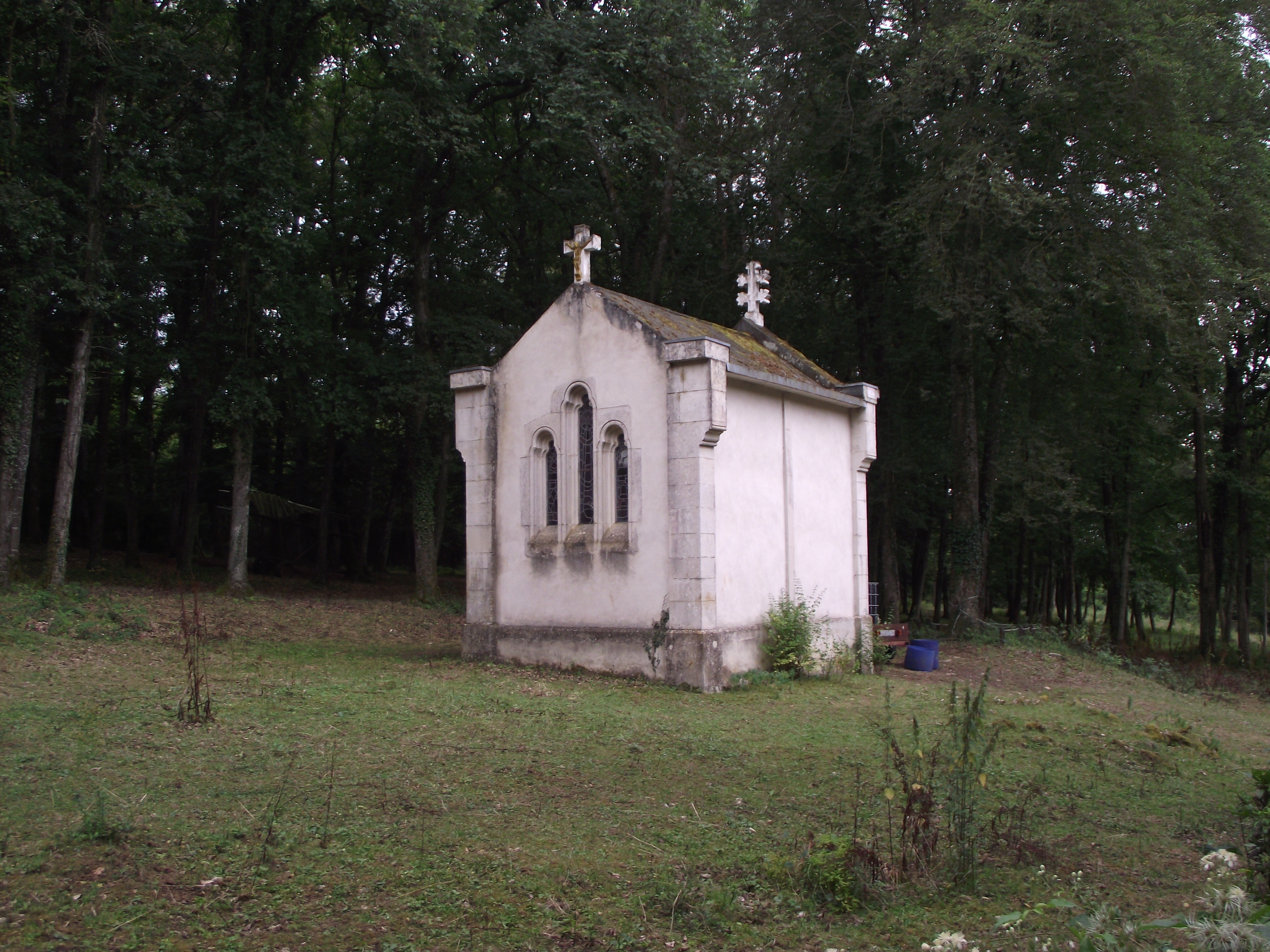
Kapelle Notre-Dame-de-la-Paix
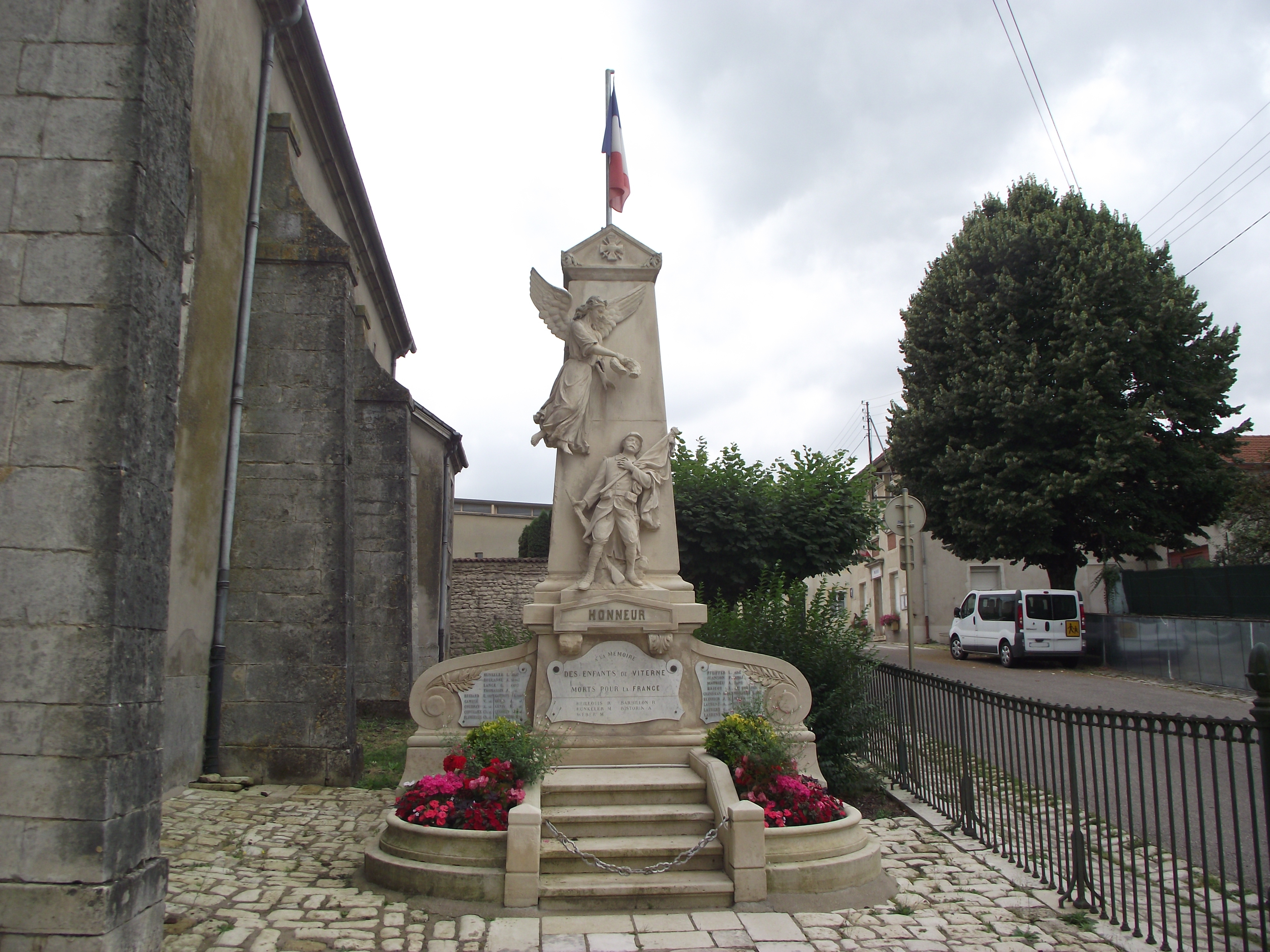
Gefallenendenkmal